# Robert Hemmrich
Robert Philipp Hemmrich (* 1. Mai 1871 in Gablonz an der Neiße; † 15. April 1946 ebenda) war ein deutsch-böhmischer Architekt und Baumeister in Gablonz.

## Leben und Wirken
Robert Hemmrich war der älteste Sohn des Schlossermeisters Franz Hemmrich und dessen Ehefrau Antonie Hemmrich geborene Fischer. Er studierte von 1885 bis 1889 an der Staatsgewerbeschule in Reichenberg (jetzt Střední průmyslová škola – SPŠ strojní a elektrotechnická). Danach unternahm er Studienreisen nach Deutschland, Italien und in die Schweiz. Nach praktischer Tätigkeit legte er 1895 die Baumeisterprüfung ab. Im Jahr 1902 eröffnete er ein Architekturbüro in Gablonz, später wohnte er im Haus seines Vaters, Prager Straße 1420/12. Mit seiner Frau Alma unternahm er viele Auslandsreisen, auf denen er Anregungen für seine Entwürfe fand. Im Ersten Weltkrieg wurde er eingezogen und erhielt 1916 als Oberleutnant die Militär-Verdienstmedaille am Bande Signum laudis.
In späteren Jahren war Robert Hemmrich de facto Stadtarchitekt und Stadtplaner der Stadtverwaltung von Gablonz. Eine Reihe seiner Bauten steht heute unter Denkmalschutz. Während seiner 40-jährigen Praxis zeichnete er etwa 3000 Baupläne, 981 seiner Projekte wurden verwirklicht. Die meisten seiner Bauten (etwa 500) entstanden in Gablonz und Umgebung, aber auch in Sachsen und Österreich wurden einige seiner Entwürfe ausgeführt. Dabei entwarf er nicht nur Villen, repräsentative Stadthäuser, städtische Wohngebäude, Geschäftshäuser, Schulen, Stadtbäder, Sporthallen und Fabrikbauten, sondern führte auch Umbauten und Modernisierungen von Altbauten durch. Er war Mitglied im Metznerbund.
Nach dem Ende des Zweiten Weltkriegs wurde er im August 1945 mit seiner Ehefrau und seiner Tochter zunächst im Aussiedlungslager in Reinowitz (Rýnovice) interniert. Im November 1945 wurde er auf Anweisung der lokalen Verwaltungskommission aus dem Internierungslager entlassen und arbeitete im Bauamt in Gablonz. Kurze Zeit später starb er am 15. April 1946. Seine letzte Ruhestätte fand er in der Familiengruft auf dem städtischen Friedhof in Gablonz. Seine Frau Alma und seine Tochter Alma Neumann wurden enteignet und im Oktober 1946 aus Gablonz vertrieben.
Im September 2021 wurde vom Gablonzer Bürgermeister Jiří Čeřovský an der Grundschule Podhorská-Straße 47 eine Gedenktafel für Robert Hemmrich enthüllt, der durch seine Bauten das Bild der Stadt stark geprägt hat.

## Bauten
- 1901: Umbau des Geschäftshauses Josef Scheibler in Gablonz / Jablonec nad Nisou, Podhorská 805/37 (ÚSKP-Nr. 15097/5-26)
- 1903–1904: Scheibler’sche Häuser in Gablonz / Jablonec nad Nisou, Husova 1773/4, 1774/6, 1775/8 und 1776/10 (ÚSKP-Nr. 43903/5-5182, ÚSKP-Nr. 43904/5-5183, ÚSKP-Nr. 43905/5-5184, ÚSKP-Nr. 43906/5-5185)
- 1904: Villa für Kamil Plischek in Gablonz / Jablonec nad Nisou, Rýnovická 1815/19 (ÚSKP-Nr. 43928/5-5208)
- 1905: Schwarzbrunnwarte bei Morchenstern / Smržovka, im Auftrag des Gablonzer Gebirgsvereins
- 1906: Hotel Schienhof in Reichenberg / Liberec am Altstädter Platz, ausgeführt durch Baumeister Julius Keil im Auftrag des Kaufmanns und Fabrikanten Ignaz Schien aus Reichenberg-Rosenthal (Liberec XI – Růžodol I), jetzt Hotel „Praha“, Nové Město, Železná 2/1, nám. Dr. E. Beneše 2/20 (ÚSKP-Nr. 18229/5-5040)[5]
- 1906: Villa für Conrad Jäger in Gablonz / Jablonec nad Nisou, 28. října 1895/32 (ÚSKP-Nr. 43830/5-5109)
- 1907: Fabrikgebäude für Gebrüder Redlhammer, jetzt MEGATECH, in Gablonz / Jablonec nad Nisou, Na Hutích 1972/19
- 1907: Stadthaus für Karl Arnold in Gablonz / Jablonec nad Nisou, Smetanova 1954/10a (ÚSKP-Nr. 43913/5-5193)[6][7]
- 1908: Villa für den Unternehmer Johann Schowanek in Georgenthal / Jiřetín pod Bukovou, Nr. 73 (in den 1930er Jahren umgebaut, jetzt Museum; unter Denkmalschutz, ID-Nr. 1000019629)[8]
- 1908: Geschäftshaus für Friedrich Fried in Gablonz / Jablonec nad Nisou, Lidická 2017/20 (ÚSKP-Nr. 12980/5-5580)
- 1908–1909: Kaiser-Franz-Joseph-Bad (Stadtbad) in Gablonz / Jablonec nad Nisou, Budovatelů 430/11 (ÚSKP-Nr. 43885/5-5164)
- 1909: Kaiser-Franz-Joseph-Jubiläumswarte mit Baude auf dem Tannwalder Spitzberg bei Tannwald / Tanvald
- 1909: Villa für Josef Jäger in Gablonz / Jablonec nad Nisou, ul. 28. října 1970/24 (ÚSKP-Nr. 43828/5-5107)[9]
- 1909: Schule in Morchenstern / Smržovka, Komenského 964
- 1910: Wohnhaus in Gablonz / Jablonec nad Nisou, Máchova 21/2 (unter Denkmalschutz, ID-Nr. 1000001550)
- 1910: Villa für Karl Schiller in Gablonz / Jablonec nad Nisou, Vilová 2241/11 (ÚSKP-Nr. 43923/5-5203)
- 1911: Villa Pohl in Reichenberg / Liberec, Klášterní 870/3
- 1911: Kaiser-Franz-Joseph-Bad in Neustadt an der Tafelfichte / Nové Město pod Smrkem, Ludvíkovská 38 (ÚSKP-Nr. 50347/5-5874)
- 1912: Aussichtsturm auf dem Bramberg / Bramberk bei Wiesenthal an der Neiße / Lučany nad Nisou (ÚSKP-Nr. 105656)
- 1912: Villa für Max Jäger in Gablonz / Jablonec nad Nisou, ul. 28. října 1969/22 (ÚSKP-Nr. 43827/5-5106)
- 1913/1935: Gebäude der Holzwarenfabrik Schowanek (später TOFA, jetzt DETOA Albrechtice) in Georgenthal / Jiřetín pod Bukovou
- 1914: Stadthaus für Eduard Krause in Gablonz / Jablonec nad Nisou, Liberecká 593/8 (ÚSKP-Nr. 44007/5-5293)
- 1914: Schule in Gablonz / Jablonec nad Nisou, Na Šumavě 2300/43
- 1914: Doppelwohnhaus für Oskar und Ernst Zasche in Gablonz / Jablonec nad Nisou, Komenského 493/3 und 568/5 (ÚSKP-Nr. 12986/5-5586)
- um 1914: Villa für Carl Gewis in Gablonz / Jablonec nad Nisou, Opletalova 2777/19 (neoklassizistisch; ÚSKP-Nr. 43897/5-5176)
- 1915: römisch-katholische Pfarrkirche St. Josef in Lautschnei / Loučná nad Nisou (Ortsteil von Johannesberg / Janov nad Nisou), ausgeführt durch Baumeister Rudolf Scholz[10]
- 1922–1928: Fabrikgebäude für das Unternehmen Heinrich Brditschka in Gablonz / Jablonec nad Nisou, Nádražní ul.
- 1924: Verwaltungsgebäude der Bezirkshauptmannschaft in Gablonz / Jablonec nad Nisou, Podhorská 2500/47 (im Innern das sogenannte Iser-Triptychon von Eduard Enzmann; ÚSKP-Nr. 43866/5-5145)
- 1925: Geschäftshaus für August Scholze in Gablonz / Jablonec nad Nisou, Sadová 145/25 (unter Denkmalschutz, ID-Nr. 1000001617)
- 1925: Geschäftshaus für die Kristall-Glaskunst-Werke Heinrich Hoffmann in Gablonz / Jablonec nad Nisou, 28. Října 424/10 (jetzt Polizeistation; ÚSKP-Nr. 43831/5-5110)
- 1928: Villa für Alois Krause (Inhaber der Aramis-Werke) in Gablonz / Jablonec nad Nisou, Palackého 2570/10 (ÚSKP-Nr. 43835/5-5114)
- 1929–1930: Parkhotel im Stadtpark von Morchenstern / Smržovka, Kostelní 892[11]
- 1932: Aussichtsturm auf dem Proschwitzer Kamm / Nad Prosečí bei Proschwitz an der Neiße / Proseč nad Nisou
- 1932: Geschäftshaus in Gablonz / Jablonec nad Nisou, Lidická 678/7 (ÚSKP-Nr. 12968/5-5568)
- 1932: Bezirkssiechenhaus in Gablonz / Jablonec nac Nisou, Turnovská 2700/38 (traditionalistische Architektur mit Art-déco-Elementen; heute Krankenhaus)[12]

## Galerie

### Bauten in Gablonz

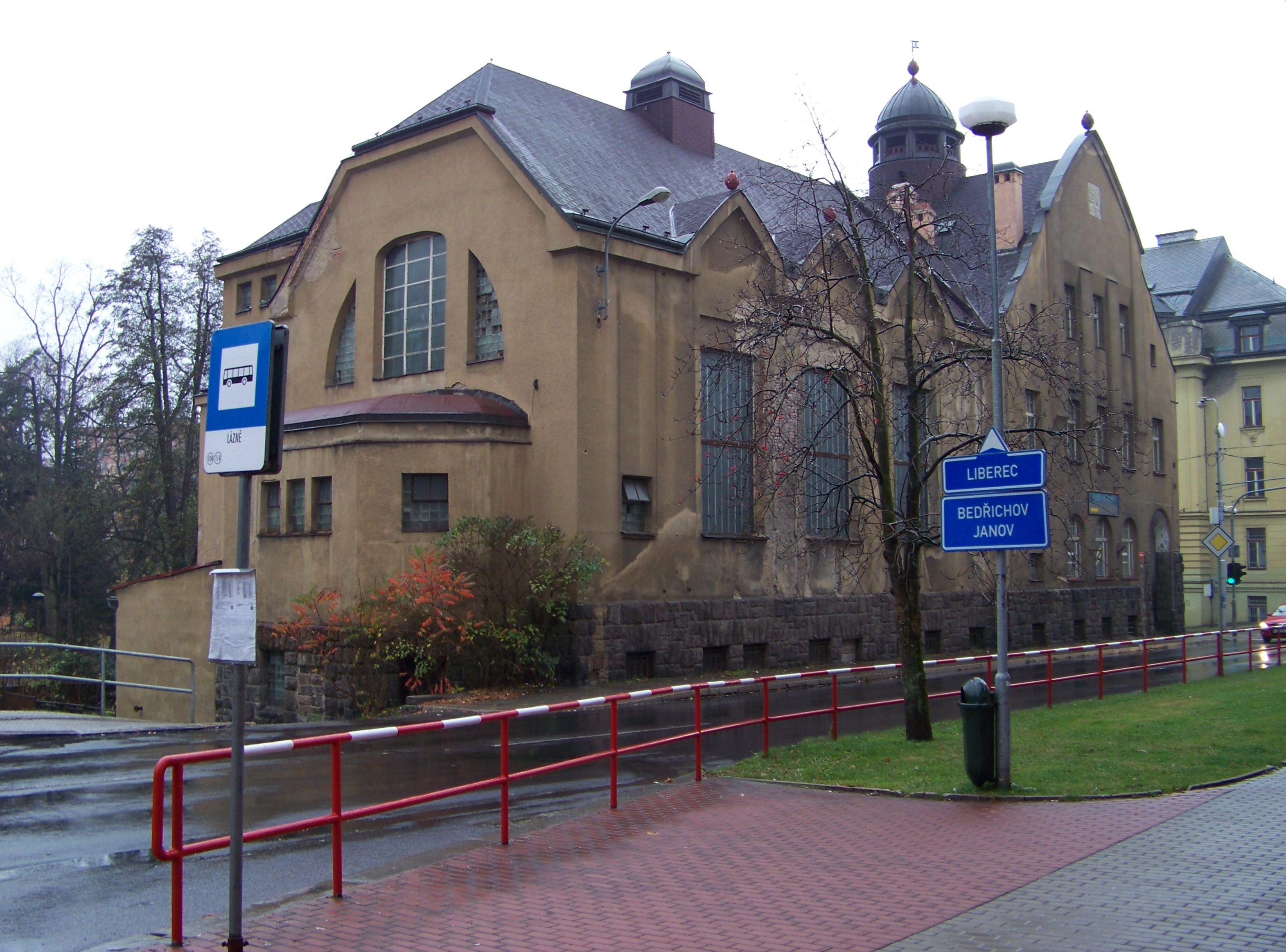
Kaiser-Franz-Joseph-Bad (Stadtbad) in Jablonec (1908–1909)
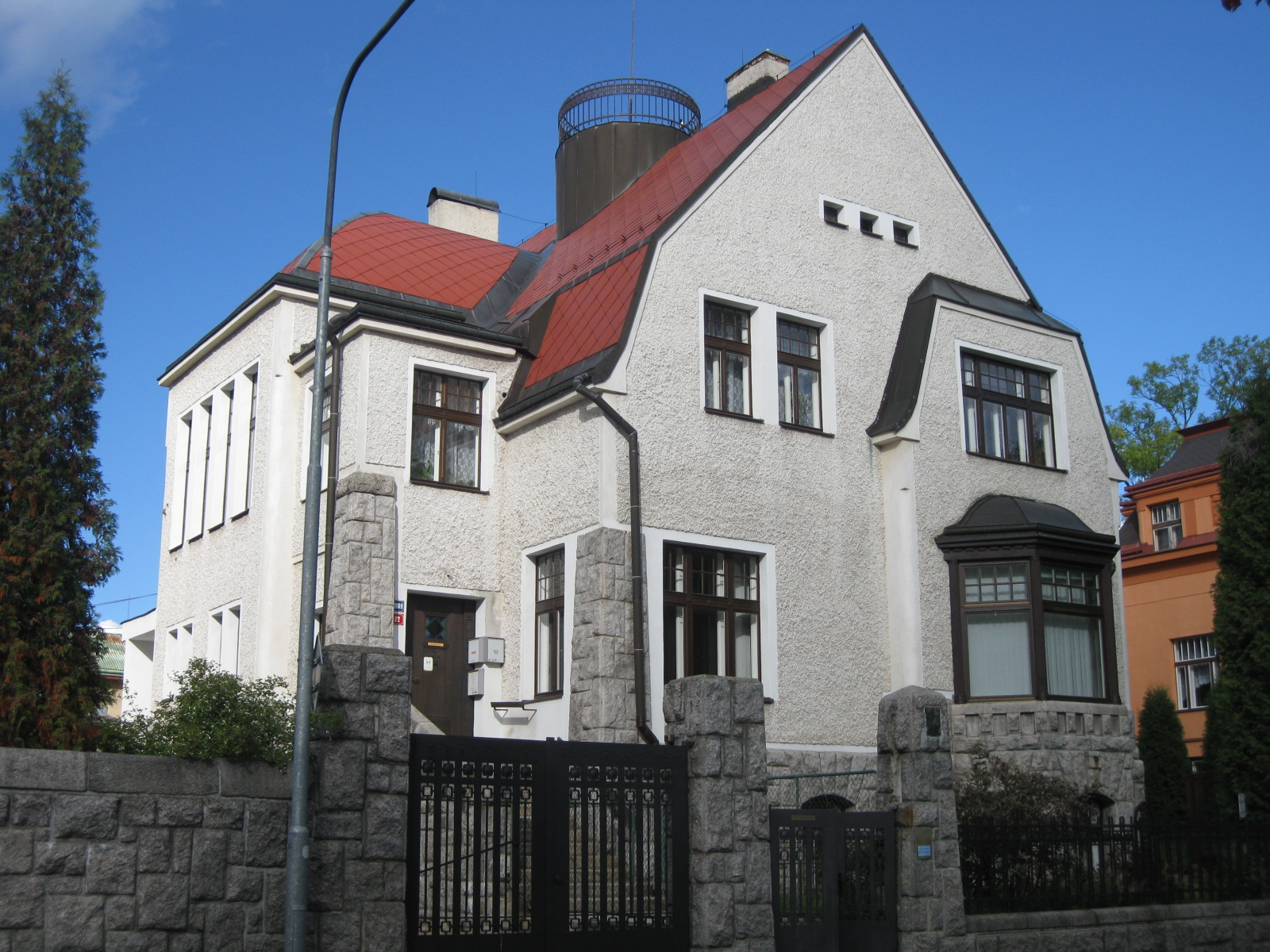
Villa für Max Jäger in Jablonec (1912)
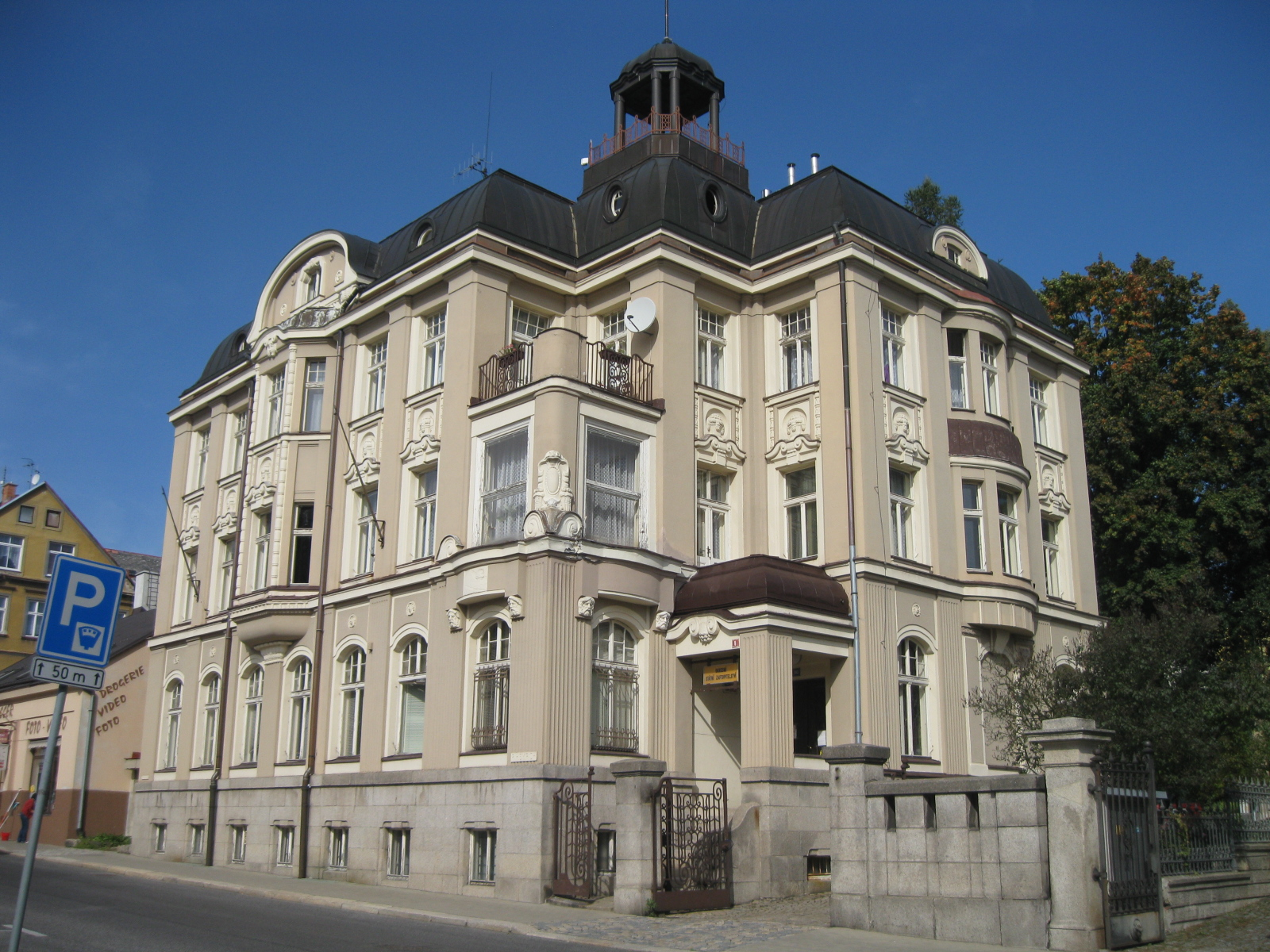
Stadthaus für Eduard Krause in Jablonec (1914)
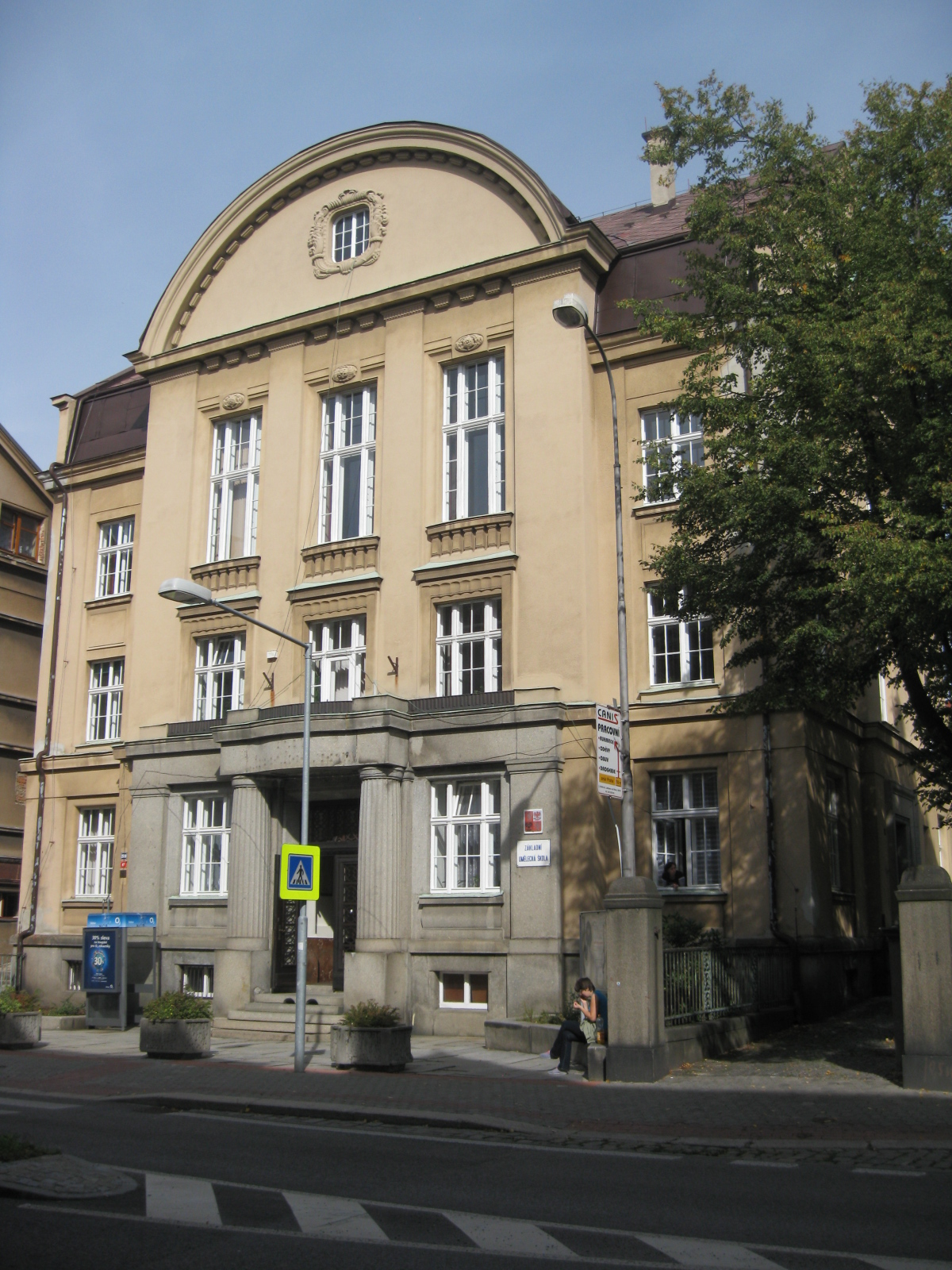
Verwaltungsgebäude in Jablonec, Podhorská 47 (1924)
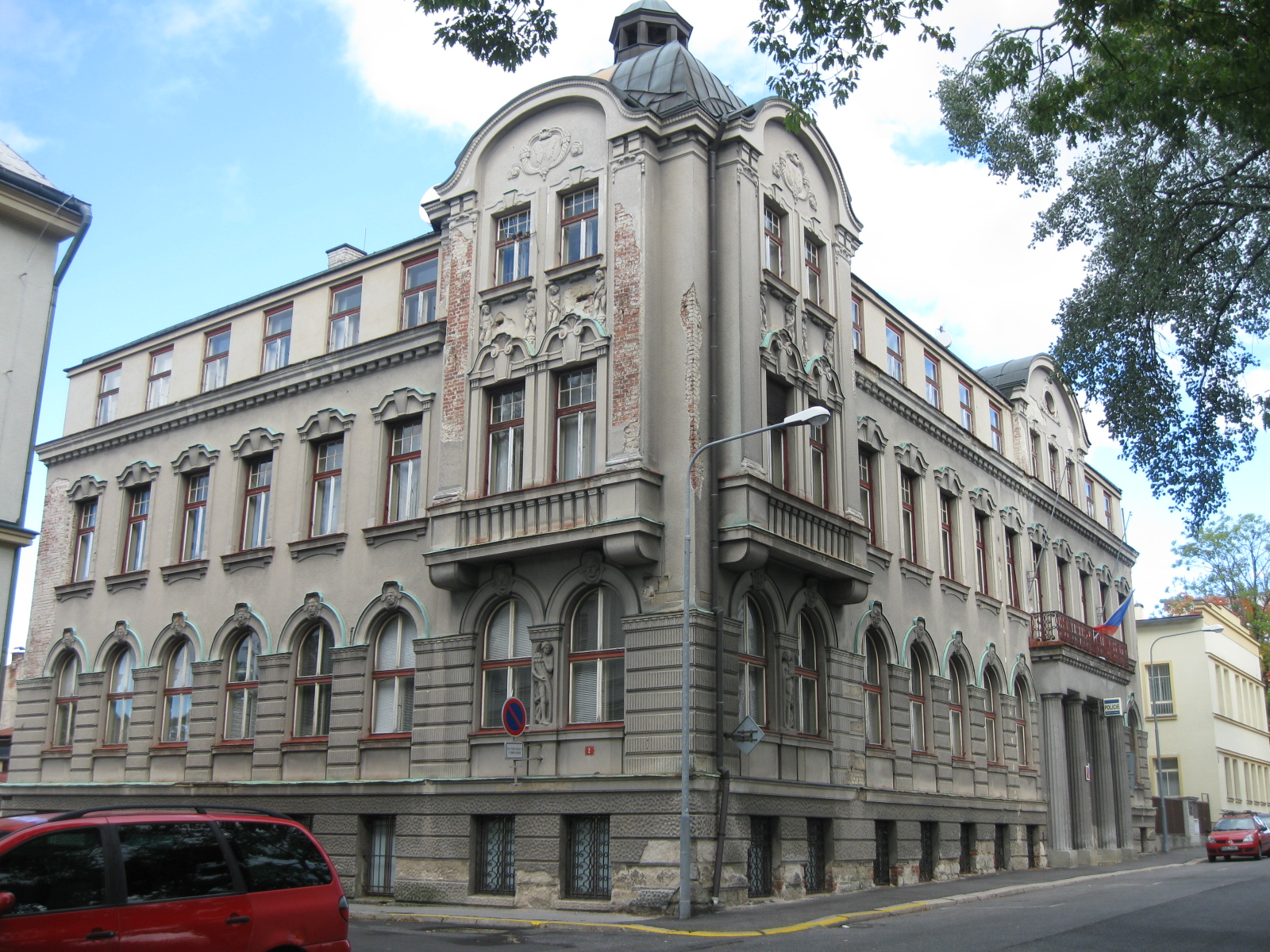
Geschäftshaus in Jablonec, 28. Října 10 (1925)
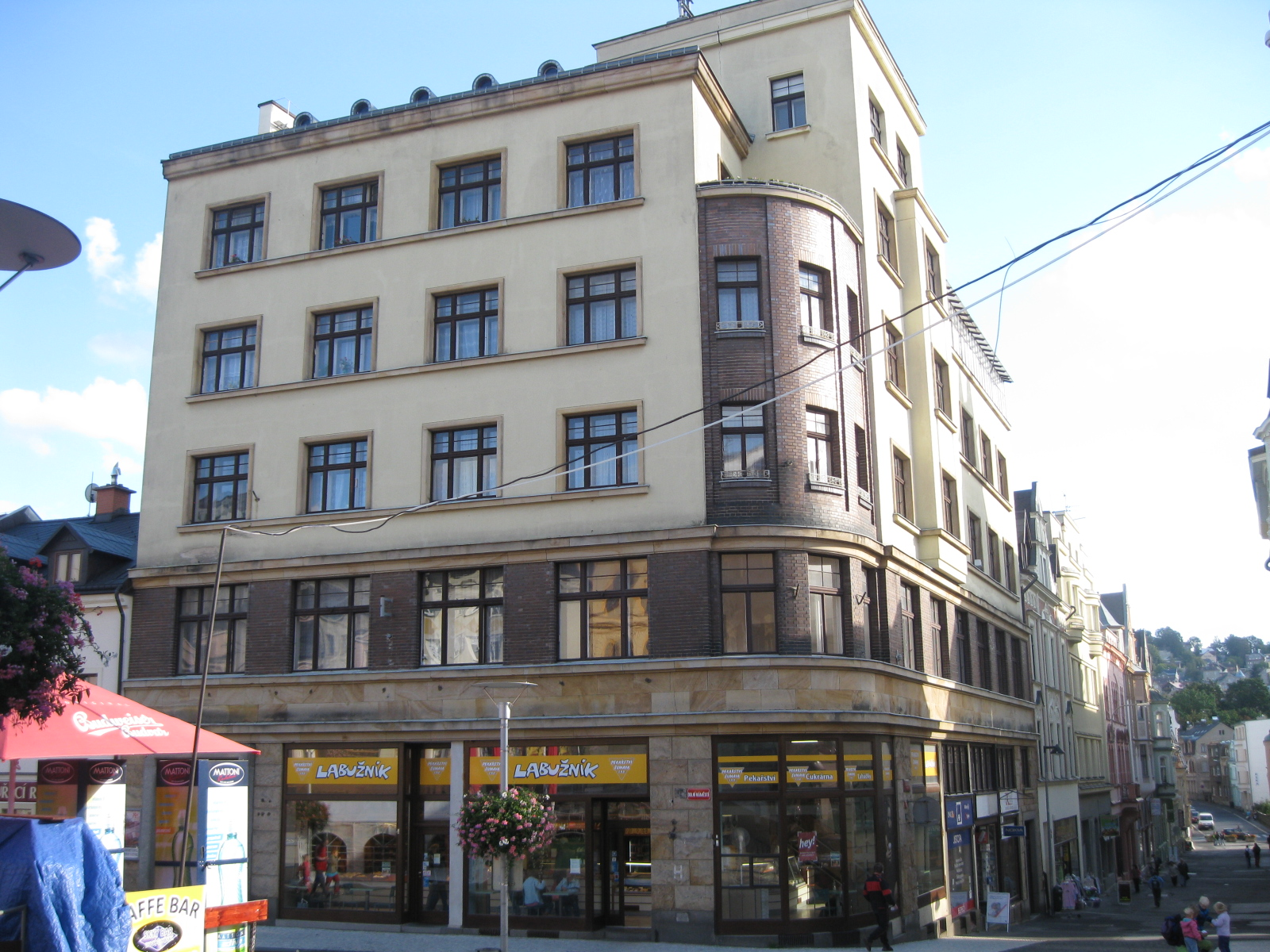
Geschäftshaus in Jablonec, Lidická 678/7 (1932)

### Bauten in der Umgebung

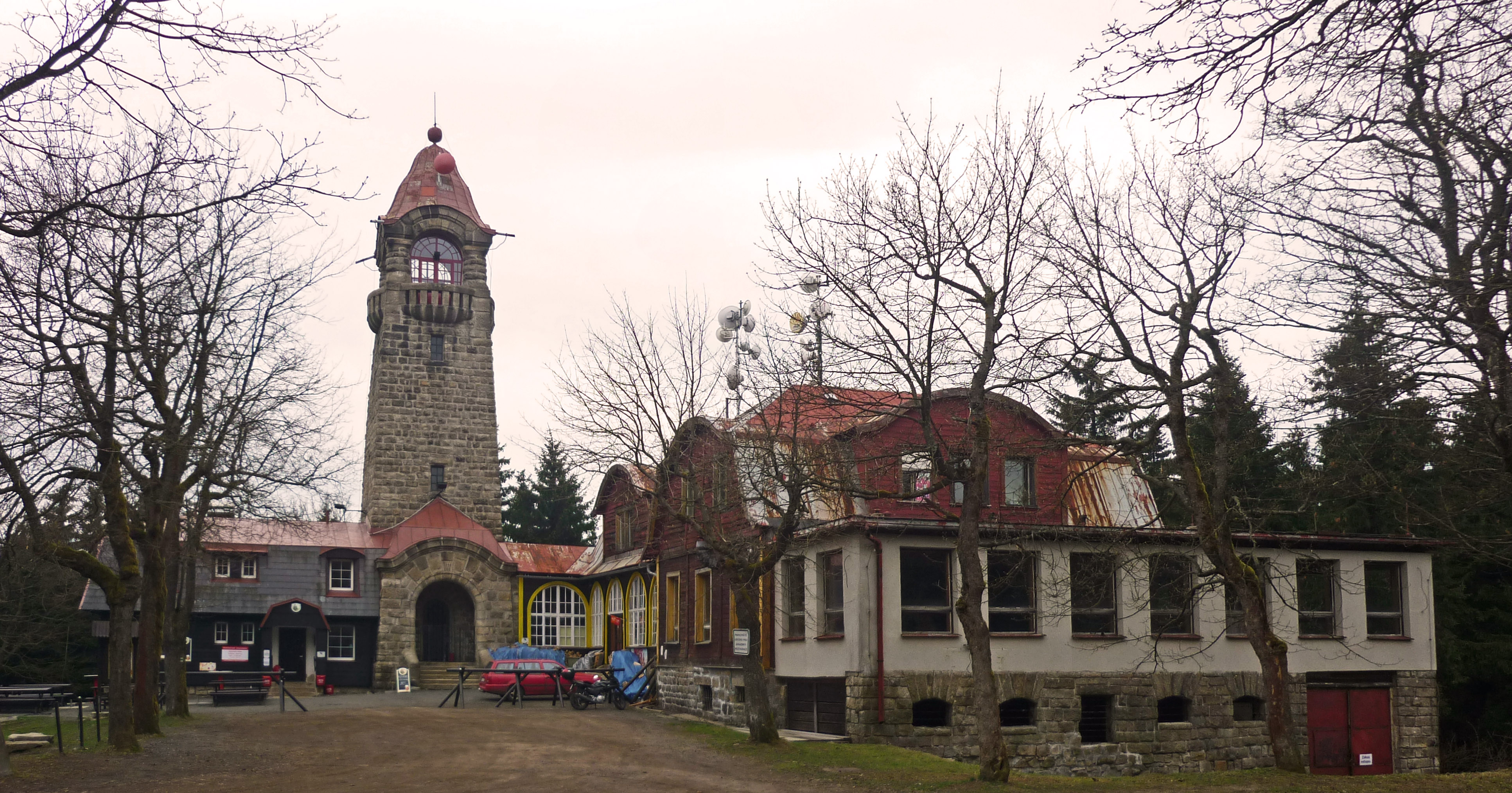
Schwarzbrunnwarte (1905)
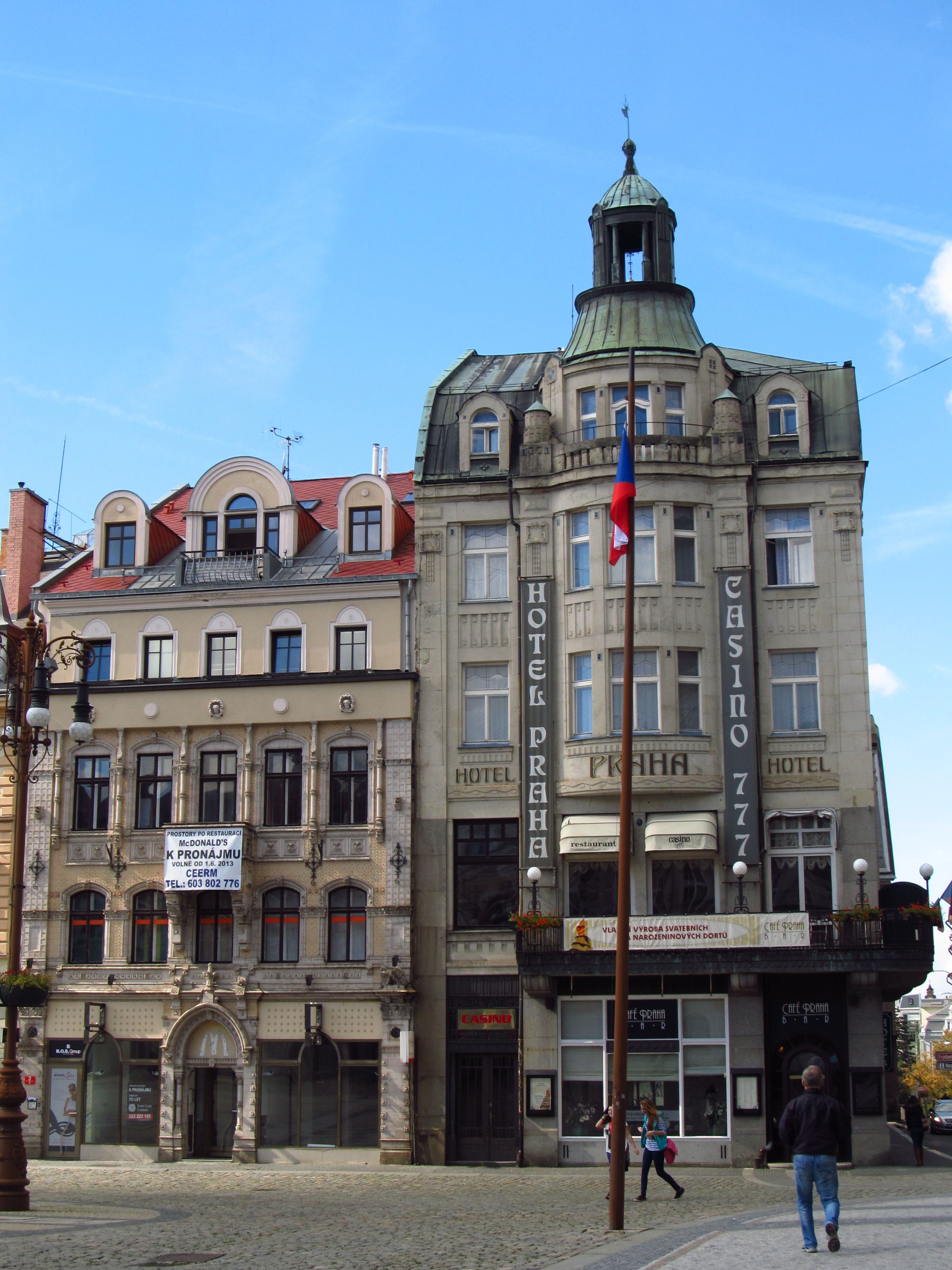
Hotel „Praha“ in Liberec (1906)
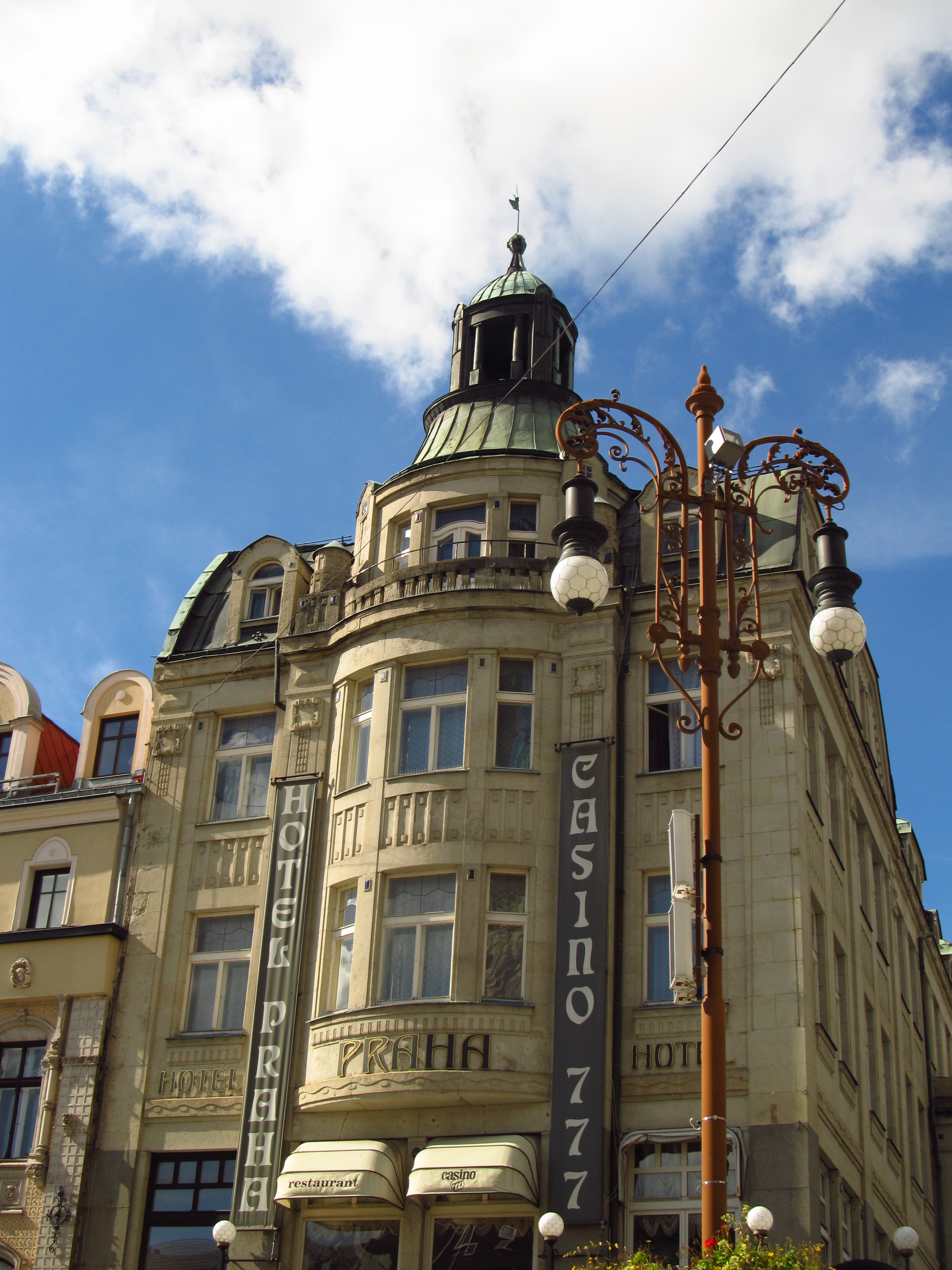
Hotel „Praha“ in Liberec (1906)
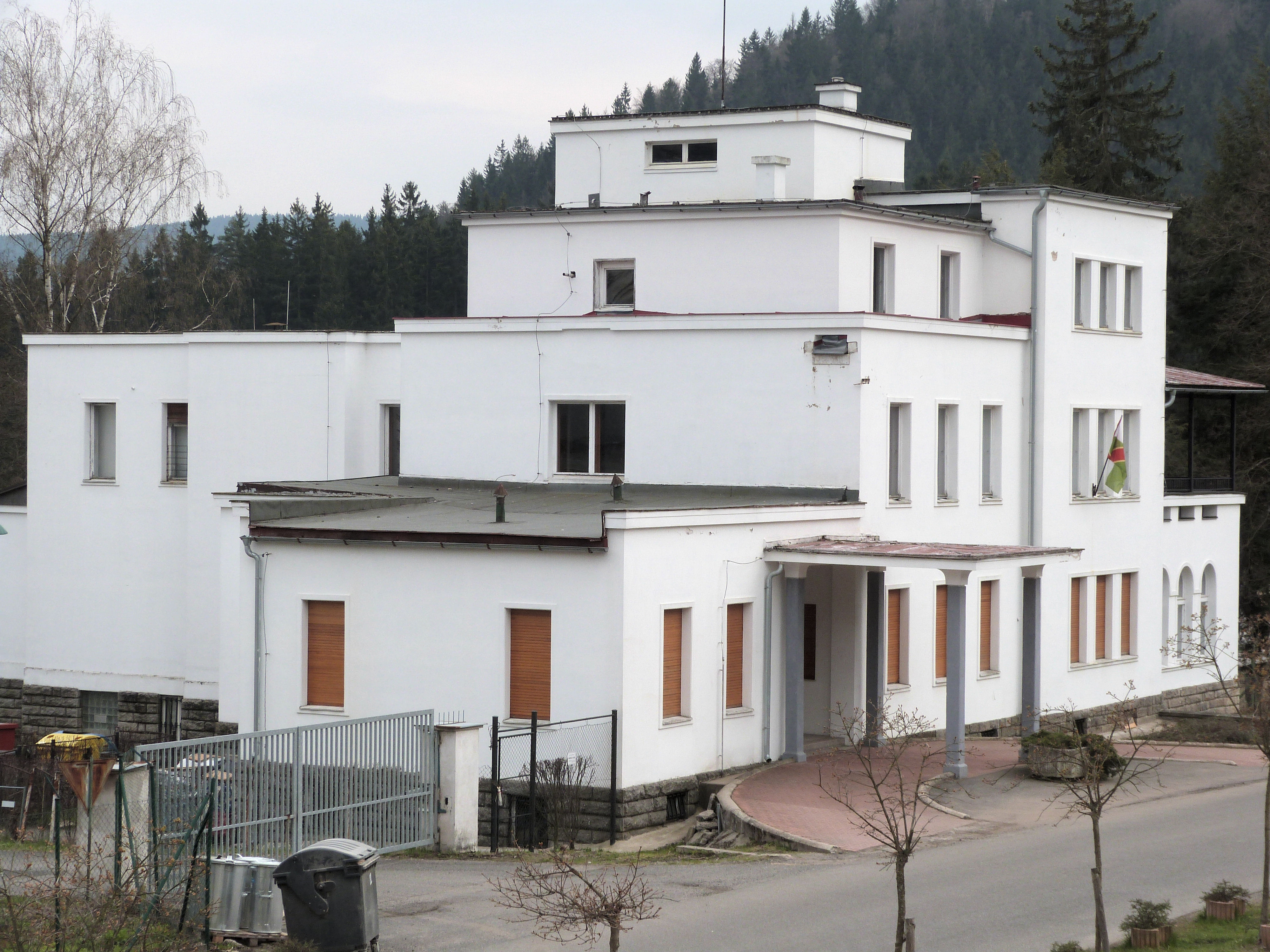
Villa Schowanek in Jiřetín pod Bukovou (1908)
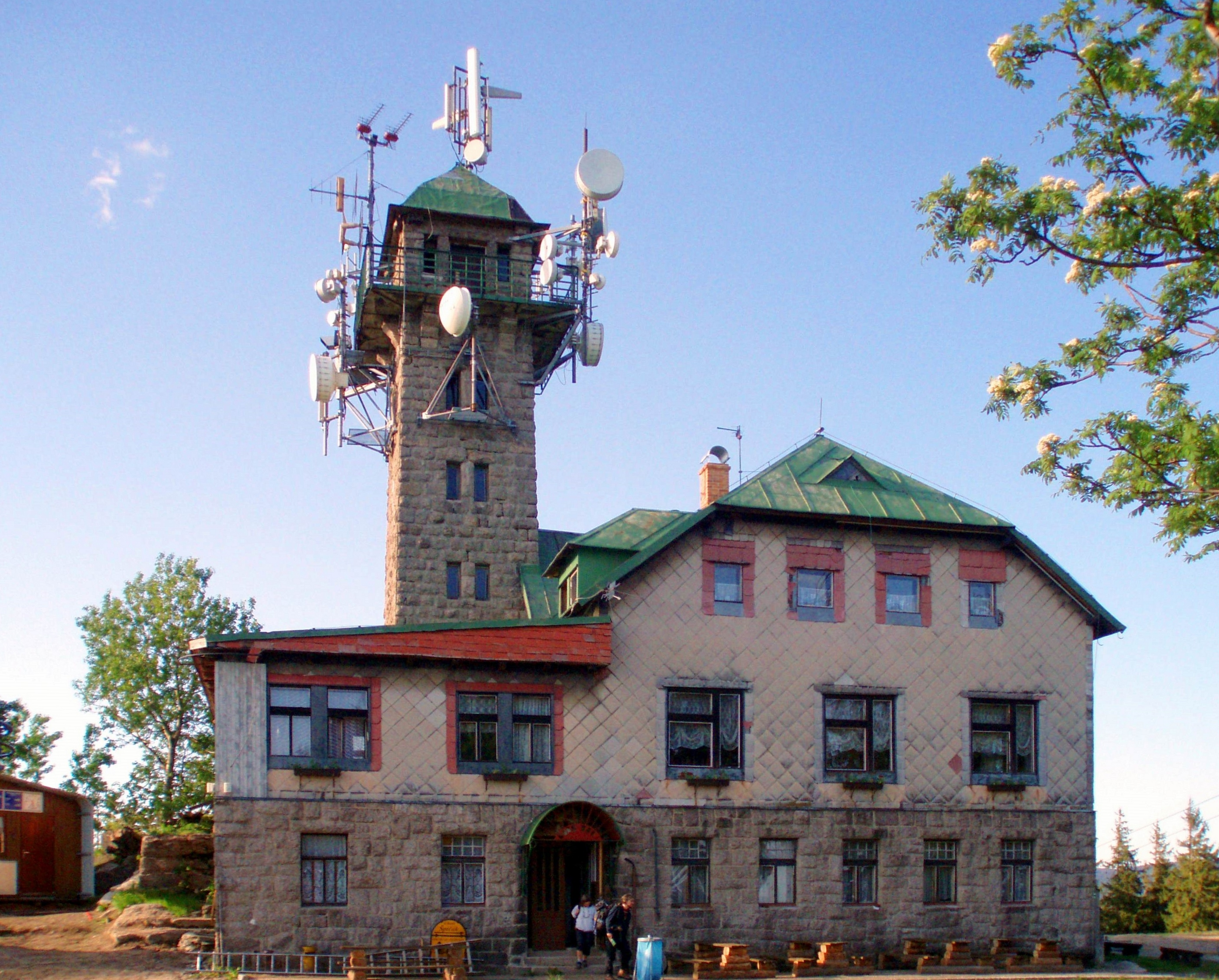
Kaiser-Franz-Joseph-Jubiläumswarte auf dem Tannwalder Spitzberg (1909)
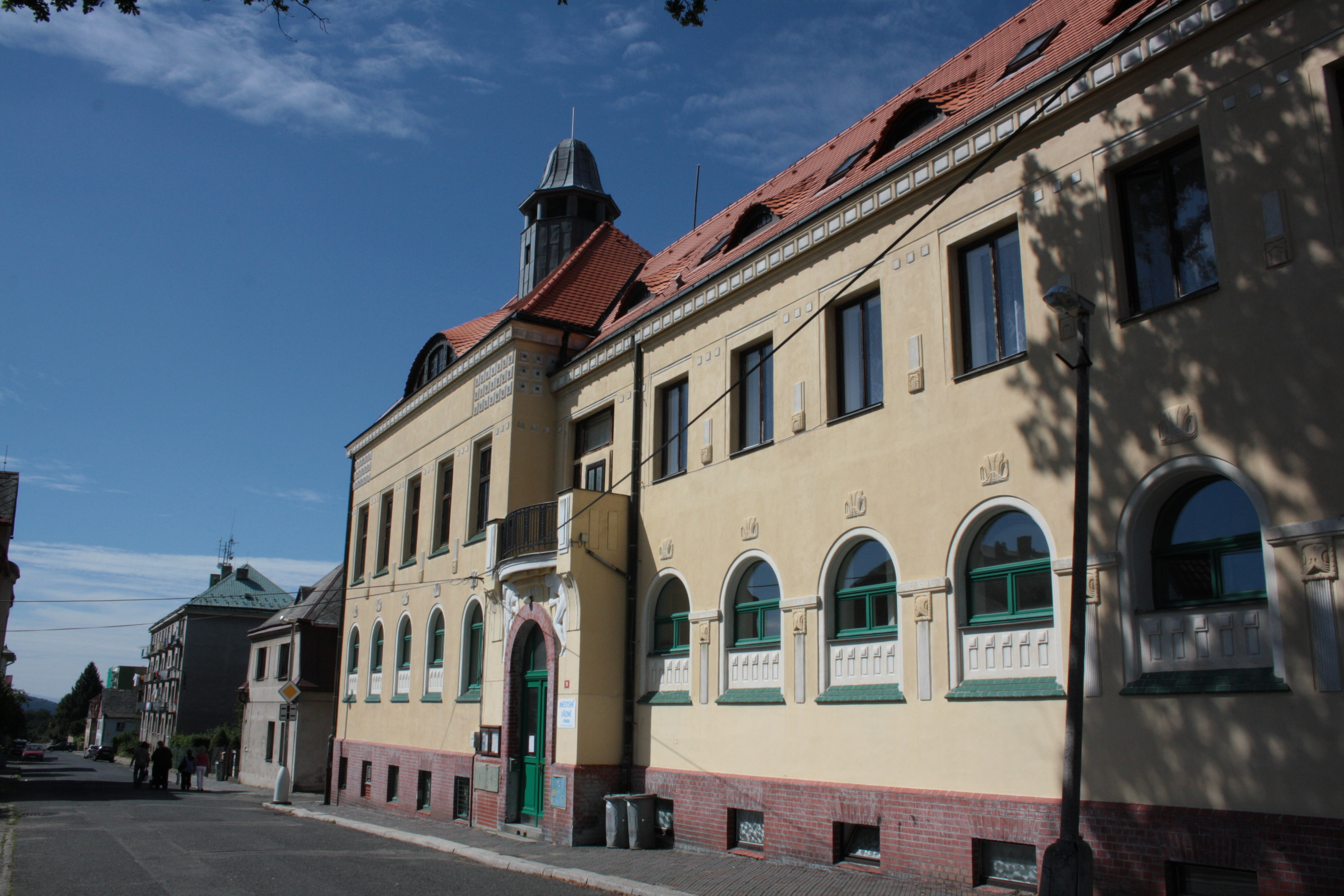
Stadtbad in Nové Město pod Smrkem (1911)

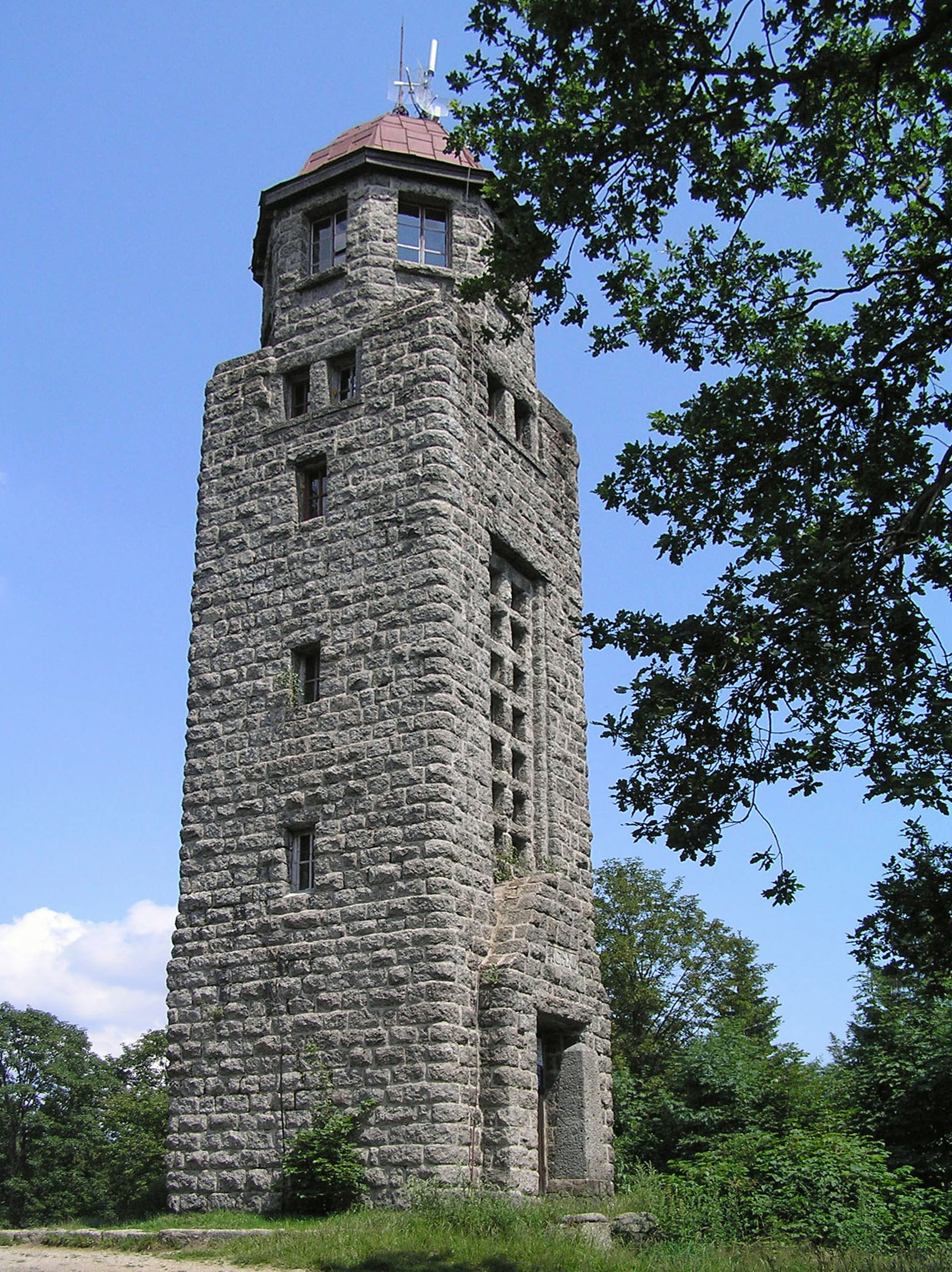
Aussichtsturm auf dem Bramberg (1912)
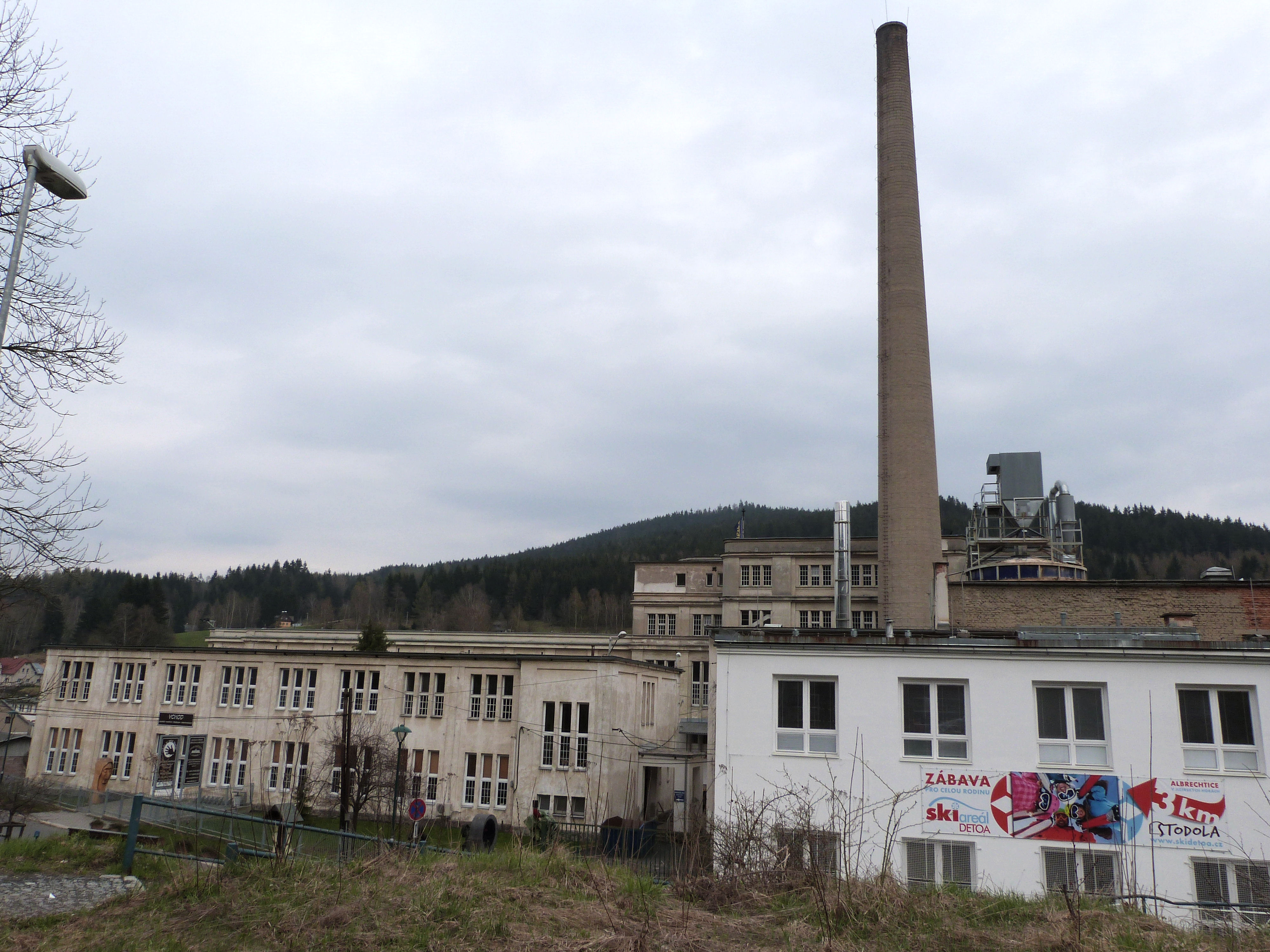
Fabrik Schowanek in Jiřetín pod Bukovou, jetzt DETOA (1913/1935)
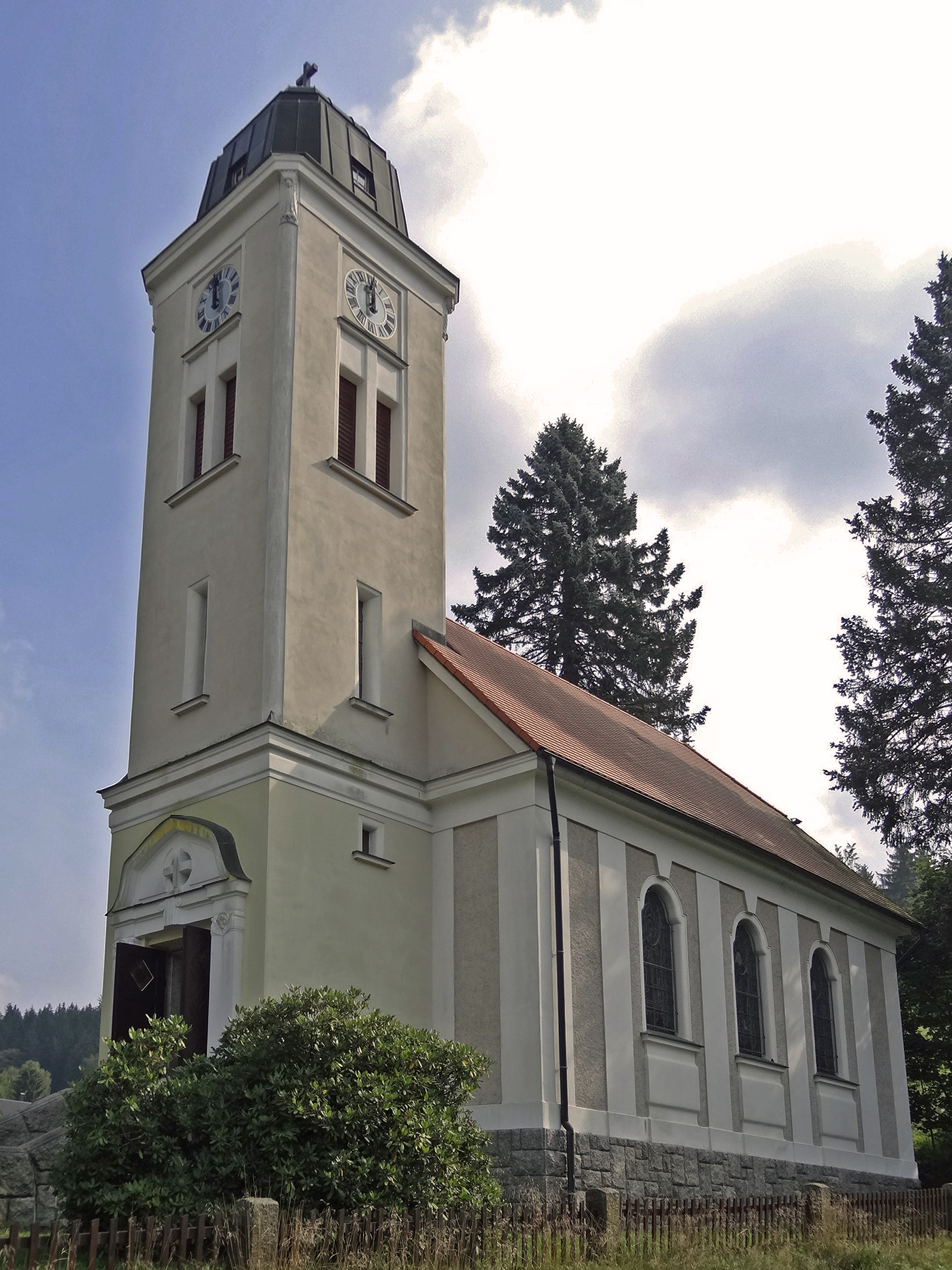
Pfarrkirche St. Josef in Loučná nad Nisou (1915)
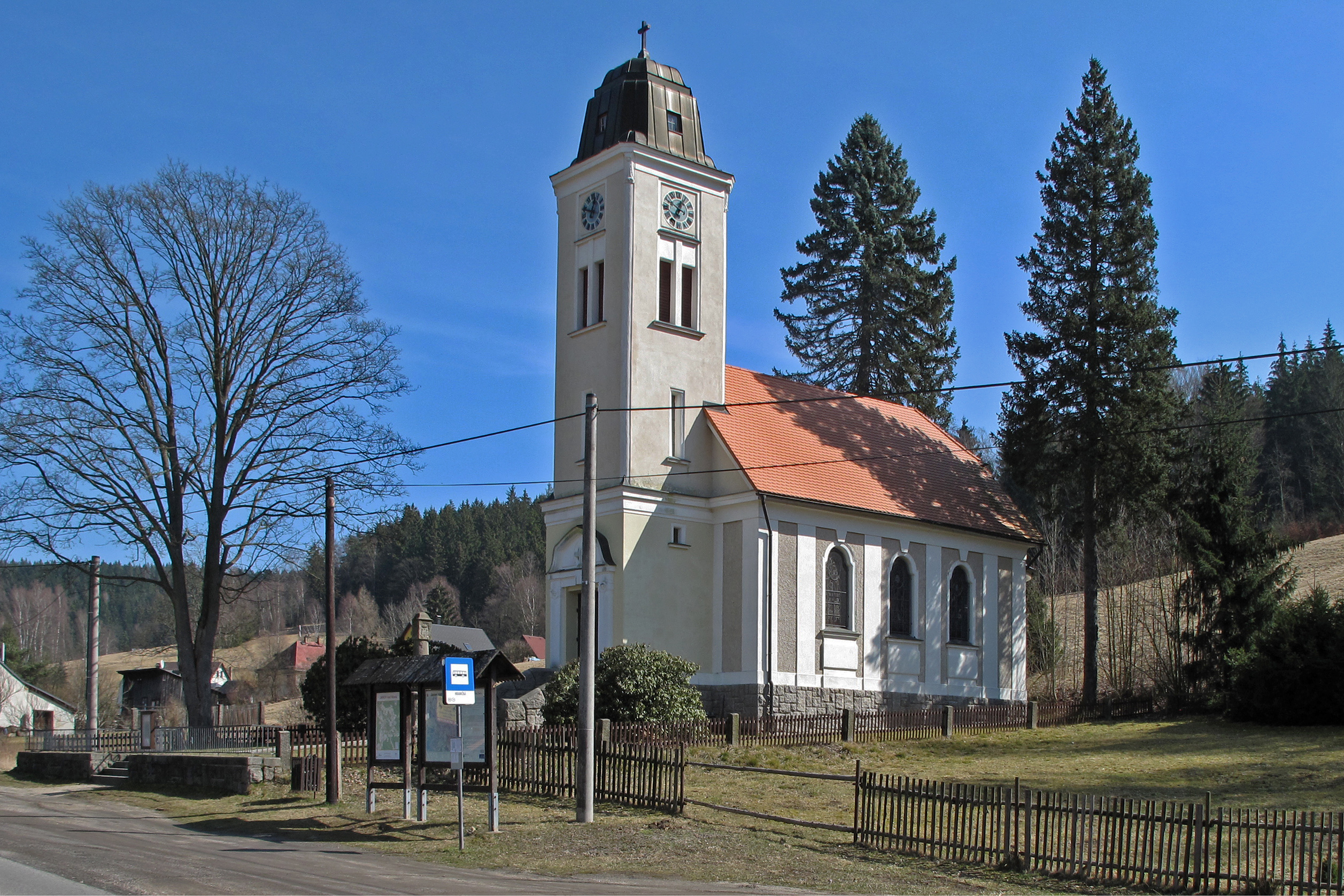
Pfarrkirche St. Josef in Loučná nad Nisou (1915)
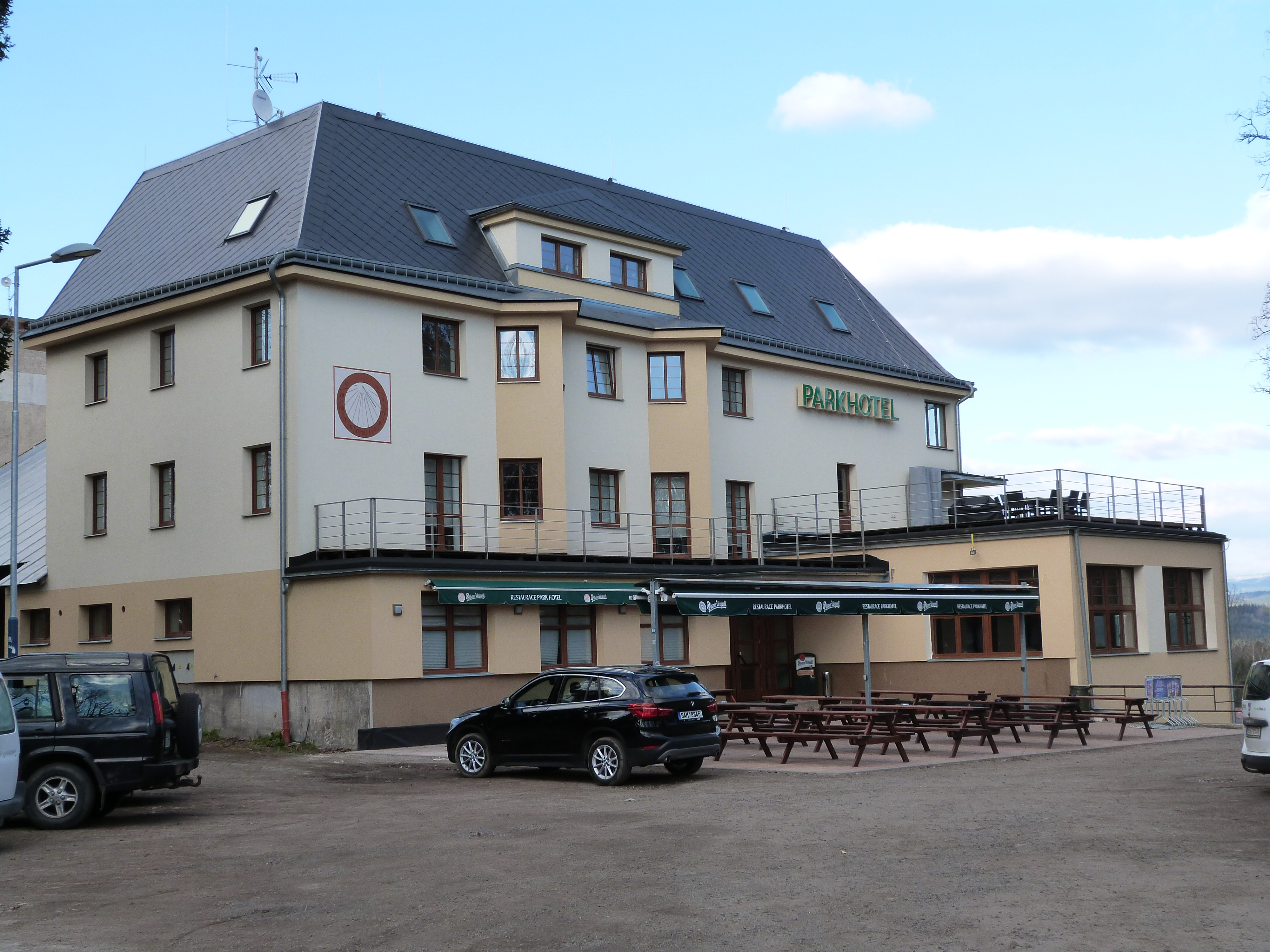
Parkhotel in Smržovka (1929–1930)
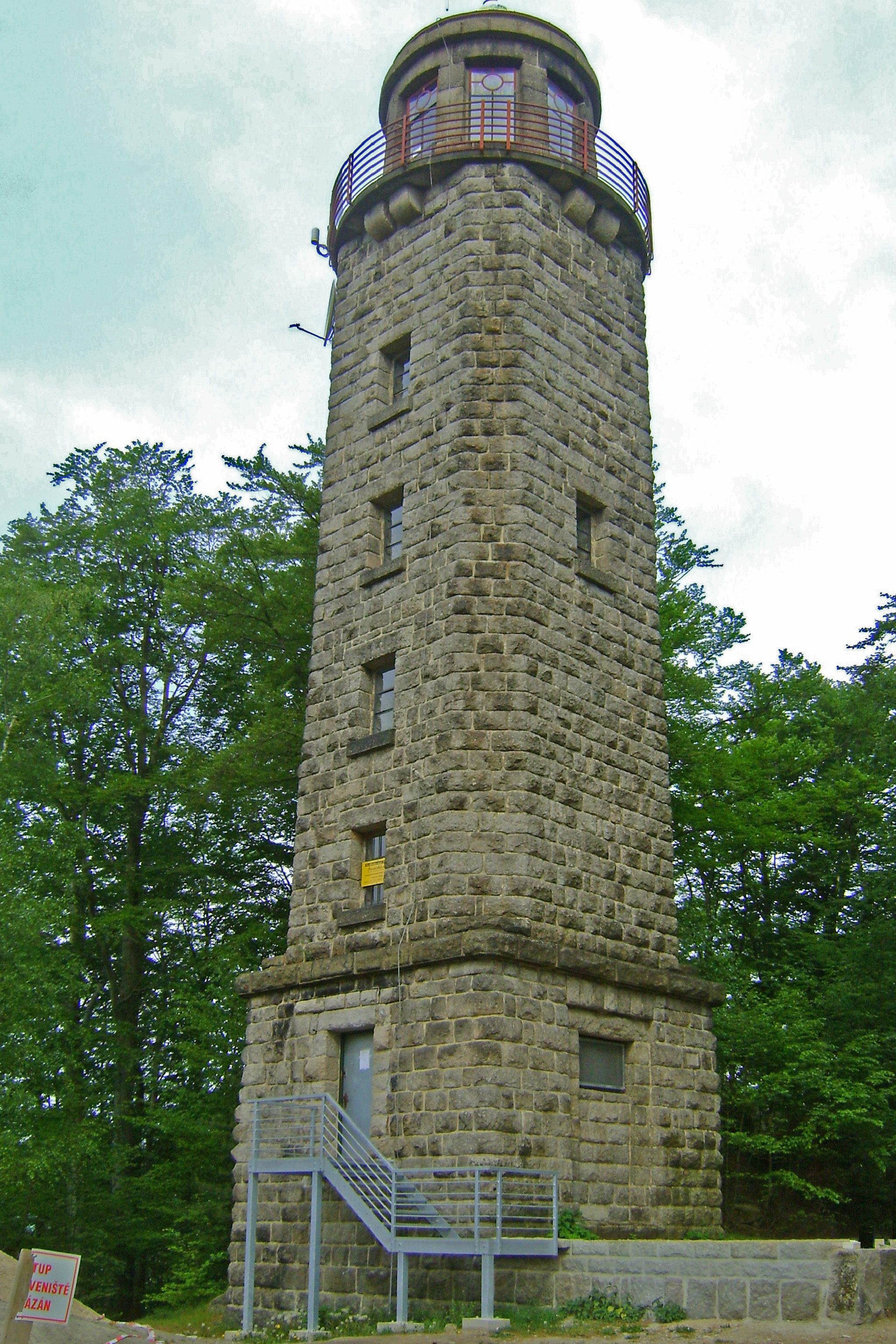
Aussichtsturm auf dem Proschwitzer Kamm (1932)